# 반꼬리

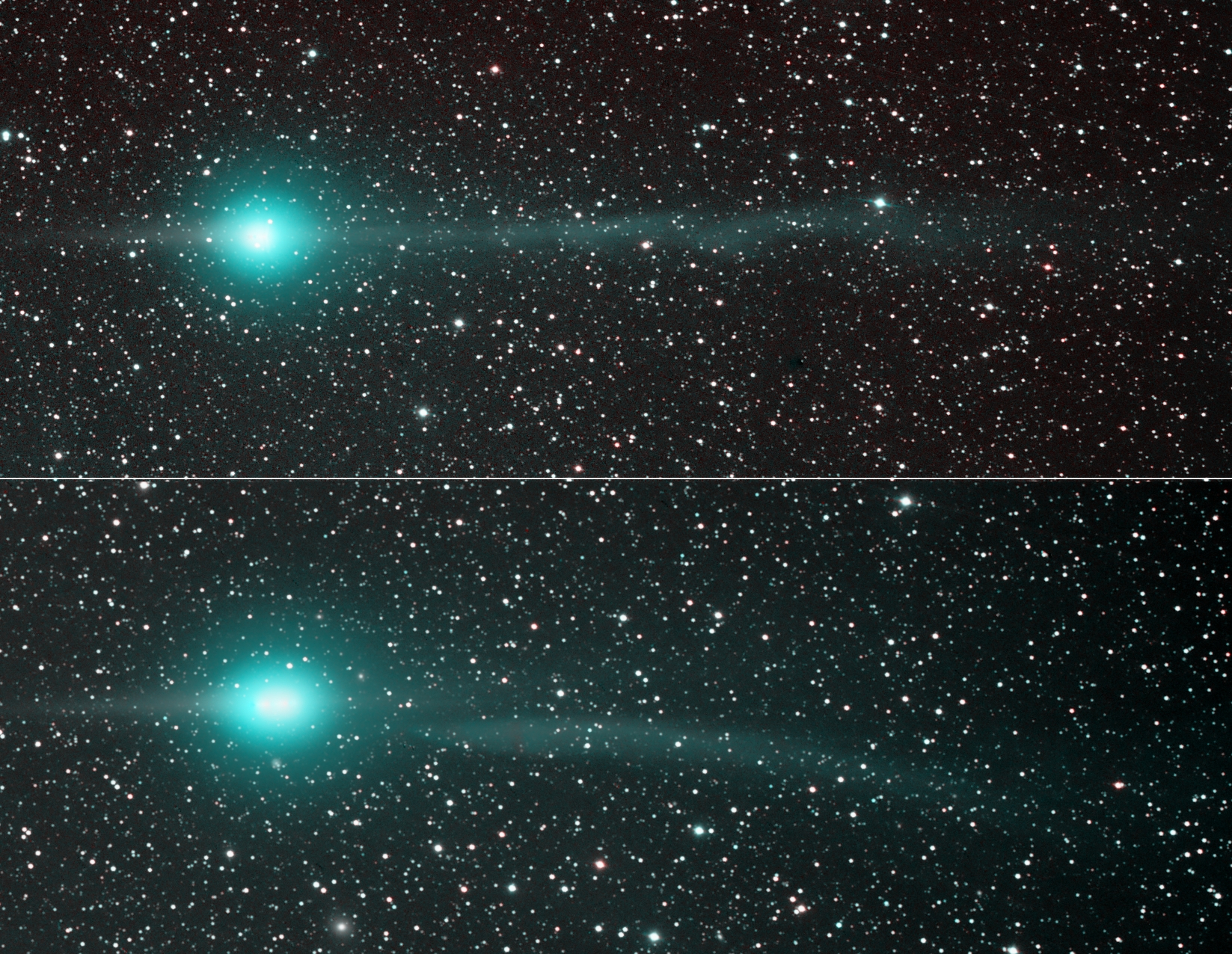
루린 혜성으로, 왼쪽은 반꼬리, 오른쪽은 이온 꼬리이다.

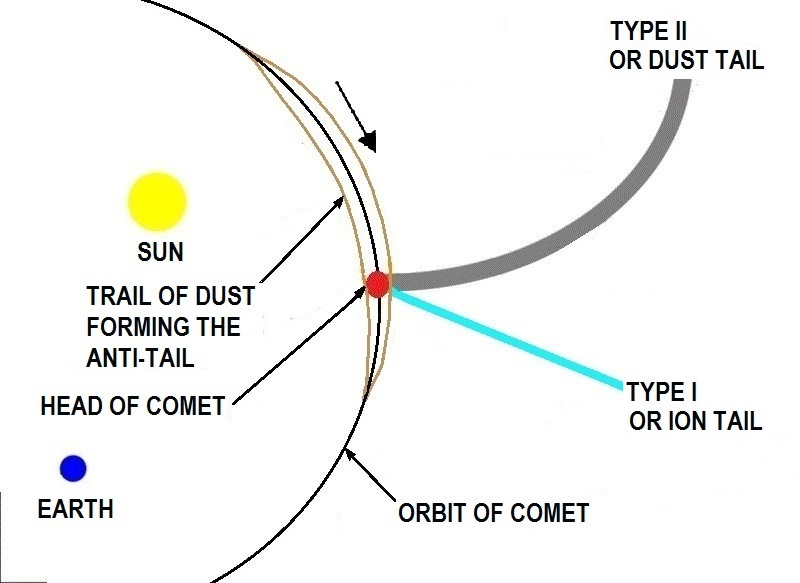
지구에서 보았을 때 반대 방향으로 짧은 꼬리가 보이는 원리를 보여주는 다이어그램.

반꼬리(Antitail)는 혜성의 코마에서 태양 방향으로 빠져나온 돌출부로, 다른 혜성 꼬리인 먼지 꼬리와 이온 꼬리의 반대 방향으로 향해 있는 것처럼 보이나, 반꼬리는 지구에서 보았을 때 생기는 착시에 의한 결과이다. 반꼬리는 혜성에서 방출된 먼지 입자가 원인인데, 먼지는 이온보다 태양풍의 압력을 덜 받아 혜성의 궤도면에 남아 있으려는 경향이 강해, 혜성 궤도를 중심으로 원반을 이룬다. 지구가 혜성의 궤도면을 지나갈 때 이 원반을 옆에서 바라보는 것이 되고, 이 원반의 앞 부분이 반꼬리로서 관측되는 것이다. 원반 반대편도 이론적으로 반꼬리 모양으로 보일 수 있으나, 보통은 먼지 꼬리에 묻혀 보이지 않는다. 반꼬리는 지구가 혜성의 궤도면을 지나가는 잠깐 동안만 관측할 수 있다.
혜성 대부분은 반꼬리가 크게 발달하지 않는다. 반꼬리가 크게 보였던 혜성으로는 1957년 아렌드-롤란드 혜성, 1997년 헤일-밥 혜성, 2013년 PANSTARRS 혜성이 있다.

## 같이 보기
- 혜성 꼬리
- 코마 (혜성)